# Wanamaker, Kempton and Southern Railroad
| |                      |                           |                           |
| Streckenlänge: | 5 km                 |                           |                           |
| Spurweite: | 1435 mm (Normalspur) |                           |                           |
| |                      |                           |                           |
| \| \| 0 \| Kempton \| Kempton \| \| \| \| Trexler / Old Philly Pike \| \| \| \| \| Ontelaunee Creek \| \| \| \| \| T 476 / Clover Road \| \| \| \| \| Levans Road \| \| \| \| 5 \| Wanamaker \| Wanamaker \| |                      |                           |                           |
| Kopfbahnhof Streckenanfang | 0                    | Kempton                   | Kempton                   |
| Haltepunkt / Haltestelle |                      | Trexler / Old Philly Pike | Trexler / Old Philly Pike |
| Brücke über Wasserlauf |                      | Ontelaunee Creek          | Ontelaunee Creek          |
| Bahnübergang |                      | T 476 / Clover Road       | T 476 / Clover Road       |
| Bahnübergang |                      | Levans Road               | Levans Road               |
| Kopfbahnhof Streckenende | 5                    | Wanamaker                 | Wanamaker                 |

Die Wanamaker, Kempton & Southern, Inc. (WK&S) (Spitzname: Hawk Mountain Line) ist eine private Museumseisenbahn im US-Bundesstaat Pennsylvania.
Die Eisenbahnlinie beginnt in Kempton (Berks County) (40° 37′ 44,5″ N, 75° 51′ 12,4″ W) und endet in Wanamakers (Lehigh County) (40° 39′ 37,7″ N, 75° 50′ 43,1″ W).
Im Jahre 1963 wurde die Museumseisenbahn in Betrieb genommen. Die Museumseisenbahn verkehrt regulär an jedem Wochenende zwischen Mai und Oktober.

## Geschichte und Beschreibung
Die Strecke ist ca. 5 km (3 Meilen) lang. Die Spurweite beträgt 1.435 mm  (4 ft 8 1⁄2 in).
Das Eisenbahndepot befindet sich in Kempton. Der Fuhrpark besteht aus mehreren Dampf- und Diesellokomotiven.
Im Jahre 1870 wurde die Strecke der „Berks County Railroad“ eröffnet. Diese Eisenbahngesellschaft wurde nach kurzer Zeit insolvent.
Danach übernahm die „Philadelphia and Reading Railroad“ die Strecke. Im 20. Jahrhundert wurde der Betrieb auf der Strecke reduziert und schließlich ganz eingestellt.
Im Jahre 1963 gründete eine Gruppe Freiwilliger die Wanamaker, Kempton and Southern Railroad. Ursprünglich sollte die Strecke von Kempton bis nach Germansville führen.
Unkooperative Landbesitzer verhinderten dies. Aus diesem Grund endet die Strecke im Norden in Wanamaker an der Pennsylvania Route 143. Der Kaufpreis für die Strecke betrug 65.000 Dollar. Eine Verlängerung der Strecke von Kempton in südliche Richtung scheiterte am Kaufpreis.

## Fahrzeuge

### Dampflokomotiven
- 0-4-0 von H.K. Porter, Inc. Nr. 2, Baujahr 1920
- 0-6-0 von H.K. Porter, Inc. Nr. 65, Baujahr 1930

### Diesellokomotiven
- Dieselelektrische Lokomotive von General Electric Nr. 7258, Baujahr 1941
- Dieselelektrische Lokomotive von Whitcomb Locomotive Works Nr. 602, Baujahr 1944
- Dieselelektrische Lokomotive von General Electric Nr. 734, Baujahr 1956

### Nicht restaurierte Lokomotiven
- 2-6-2 von Baldwin Locomotive Works Nr. 4, Baujahr 1914
- 2-6-2 von Baldwin Locomotive Works Nr. 250,  Baujahr 1914

## Bildergalerie

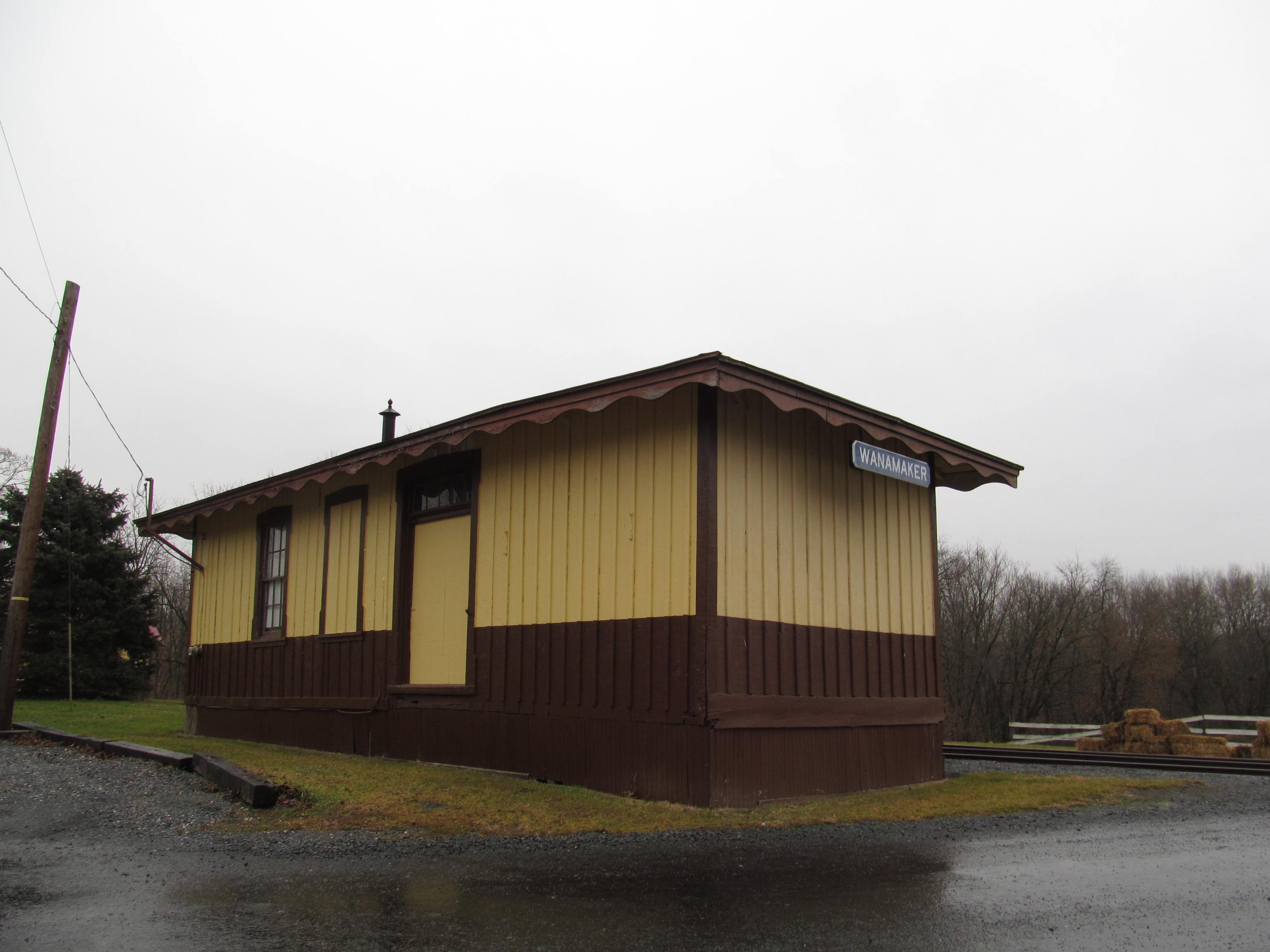
Bahnhof Wanamakers (2012)
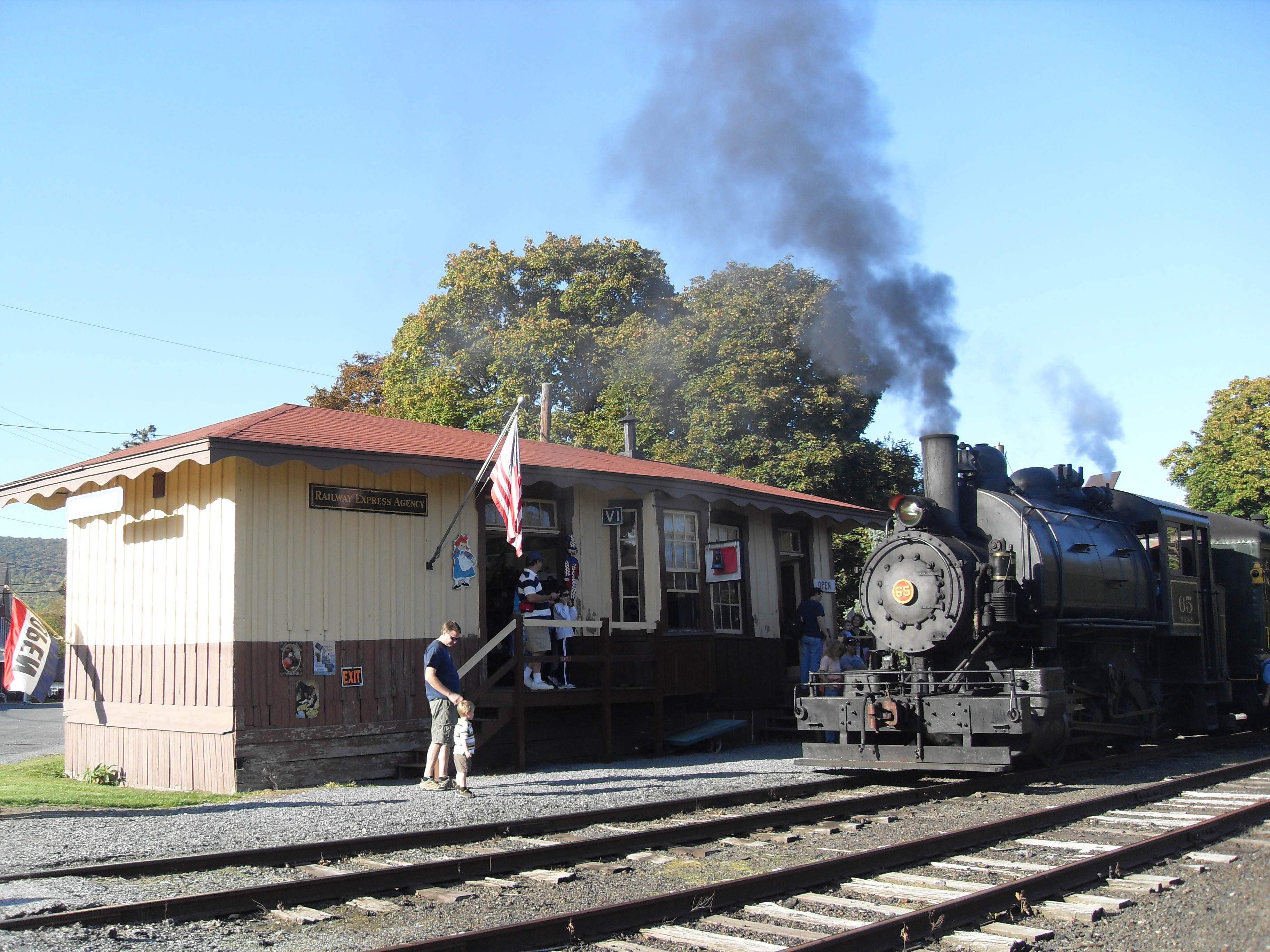
Bahnhof Wanamaker (2008)
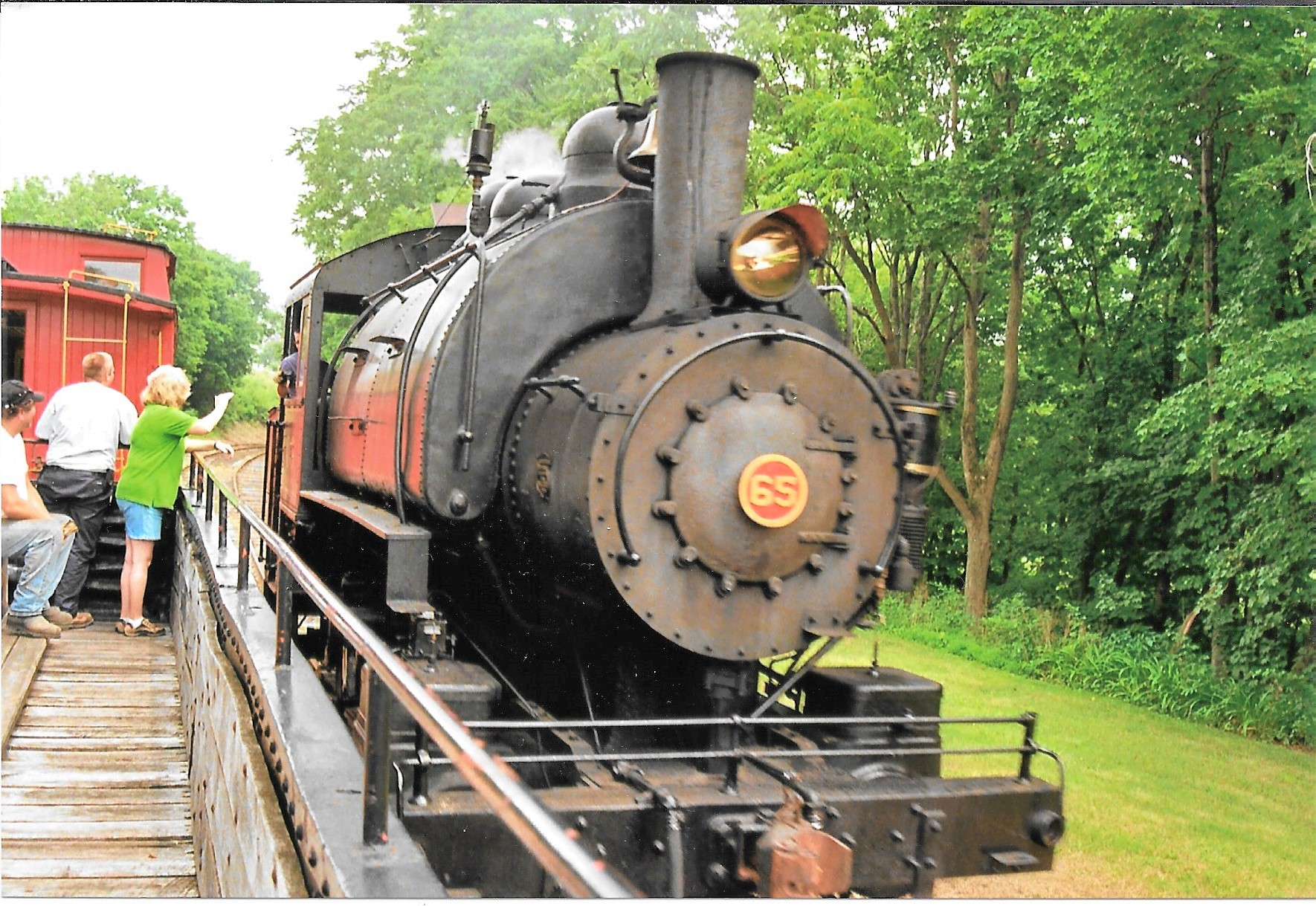
Museumseisenbahn (2006)
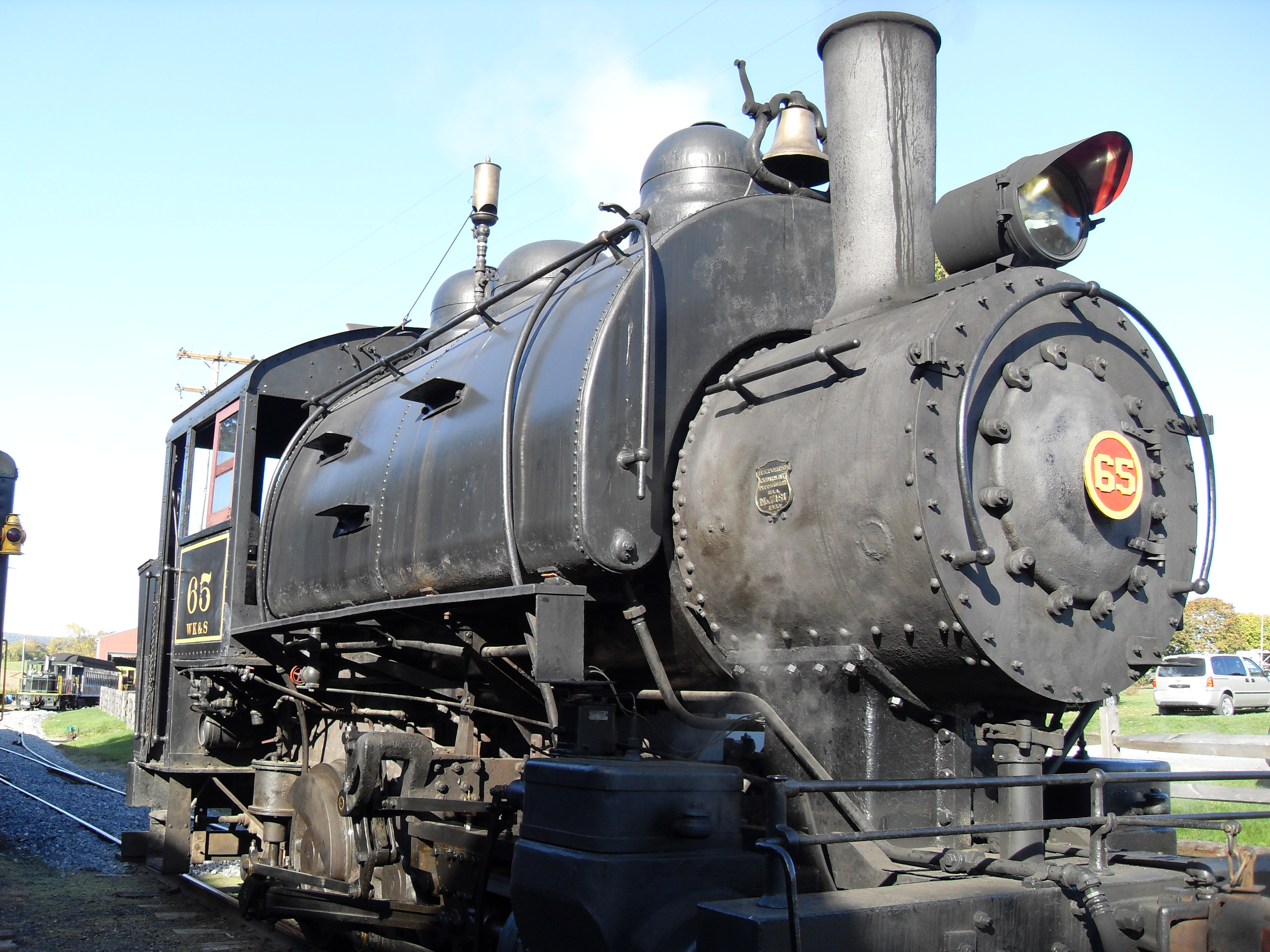
0-6-0 H.K. Porter-Lokomotive (2008)
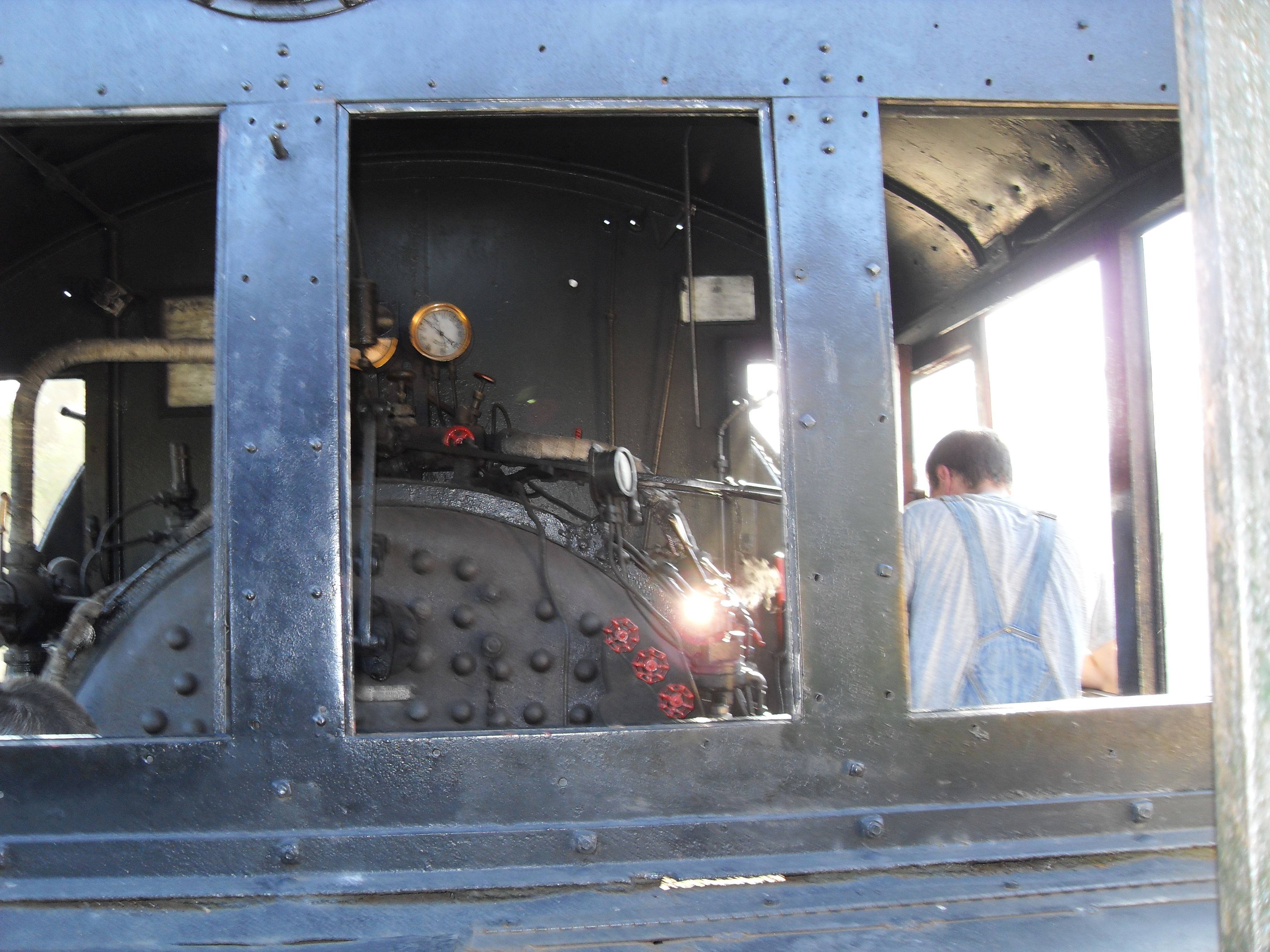
0-6-0 H.K. Porter-Lokomotive (2008)
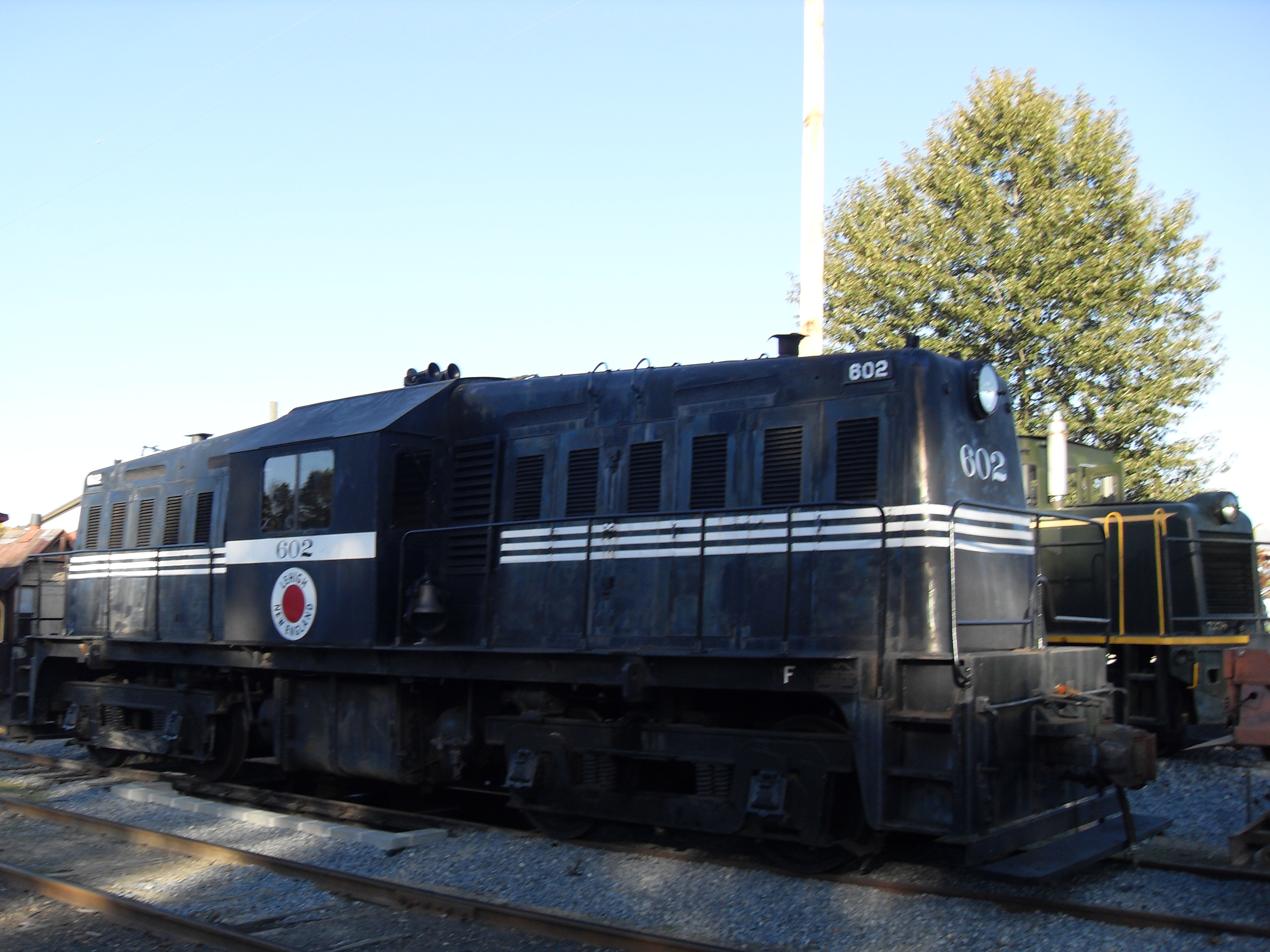
Whitcomb-Lokomotive (2008)
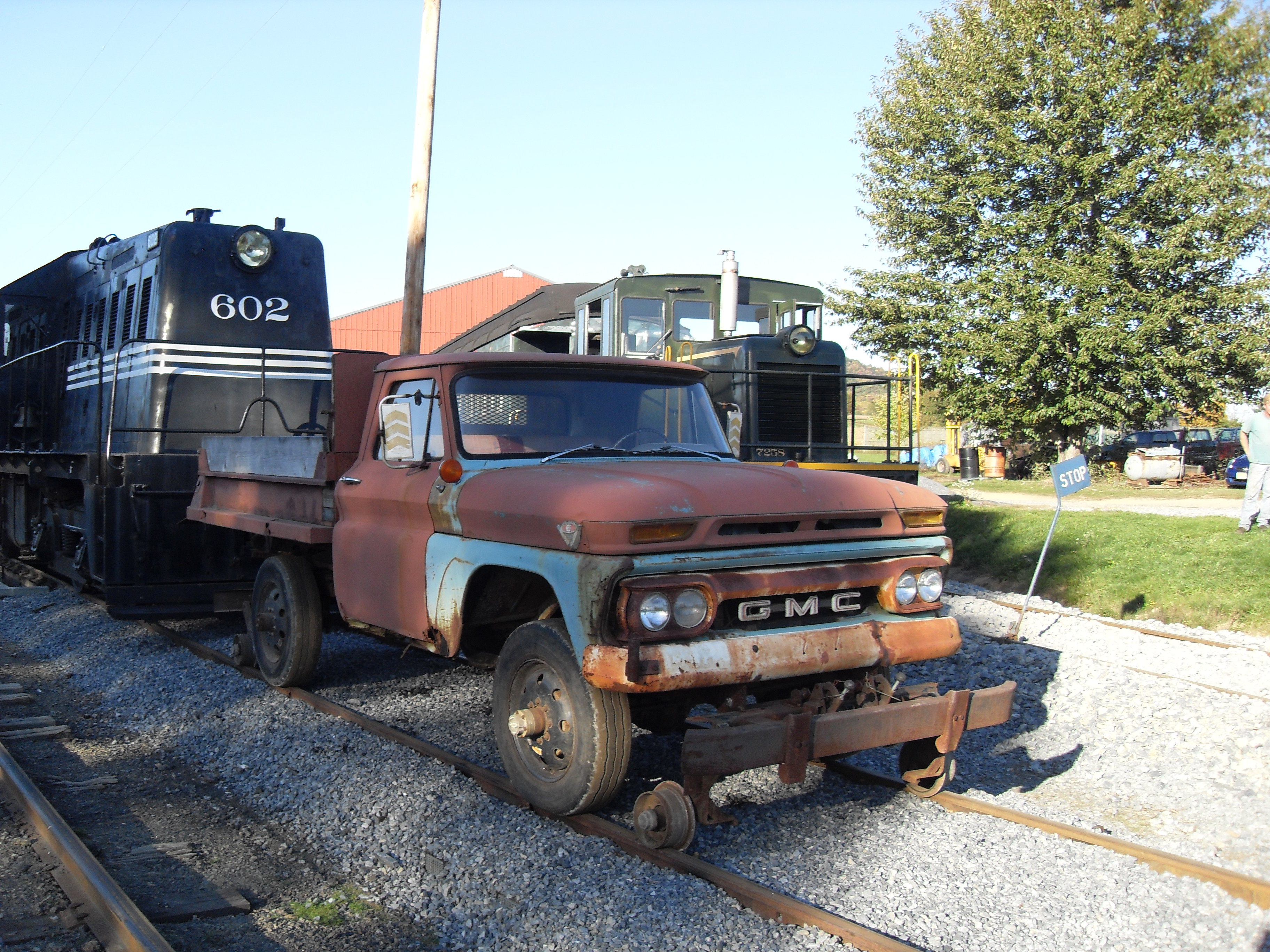
Draisine von GMC, Baujahr 1966 (2008)